# Nicholas Brothers
Pour les articles homonymes, voir Nicholas et Brother.
Les Nicholas Brothers (les frères Nicholas) Fayard Nicholas (1914-2006) et Harold Nicholas (en) (1921-2000) sont un duo de danseurs de claquettes américains, en activité des années 1930 aux années 1990. Ils sont considérés parmi les meilleurs danseurs de swing-jazz-jive flash dance (en) acrobatique de l'histoire du cinéma américain, et de tous les temps, avec en particulier Chattanooga Choo Choo de Glenn Miller, du film Tu seras mon mari (1941), ou Jumpin' Jive de Cab Calloway, du film Symphonie magique (1943),,.

## Biographie
Fayard Antonio naît en 1914 à Mobile en Alabama, et son frère cadet Harold Lloyd en 1921 à Winston-Salem, en Caroline du Nord. Ils passent leurs enfances à Philadelphie, dans une famille de musiciens professionnels qui jouent avec leur propre groupe Nicholas Collegians du Standard Theatre (Philadelphia) (en), avec une mère pianiste et un père batteur. Fayard et Harold ont une formation de danseur autodidacte. Enfant du spectacle, Fayard est depuis l'age de trois ans toujours assis au premier rang des spectacles de ses parents, et il a déjà vu à l'age de dix ans, les spectacles des meilleurs danseurs noirs-américains de l'époque, dont les Whitman Sisters (en), Adelaïde Hall, Willie Bryan (en), et Bill Robinson,,,, avant de former lui-même ses jeunes frère et sœur.
Ils débutent avec leur sœur Dorothy sous le nom de Nicholas Kids, puis deviennent rapidement sous le nom de Nicholas Brothers, à l'age de 11 et 18 ans, des stars du célèbre Cotton Club de Harlem à New York en 1932, avec entre autres Duke Ellington et Cab Calloway (un des clubs de jazz les plus emblématiques de la Renaissance de Harlem et de l’ère du jazz). Dans ce mélange grisant de claquettes, de ballet et d'acrobaties, ils jouissent alors d'un niveau jamais égalé de popularité auprès du public et d'influence auprès des autres danseurs. Ils remportent un concours de danse historique en 1938, au Cotton Club, contre les Berry Brothers (en) (trio de danseurs acrobatiques noirs américains),,.

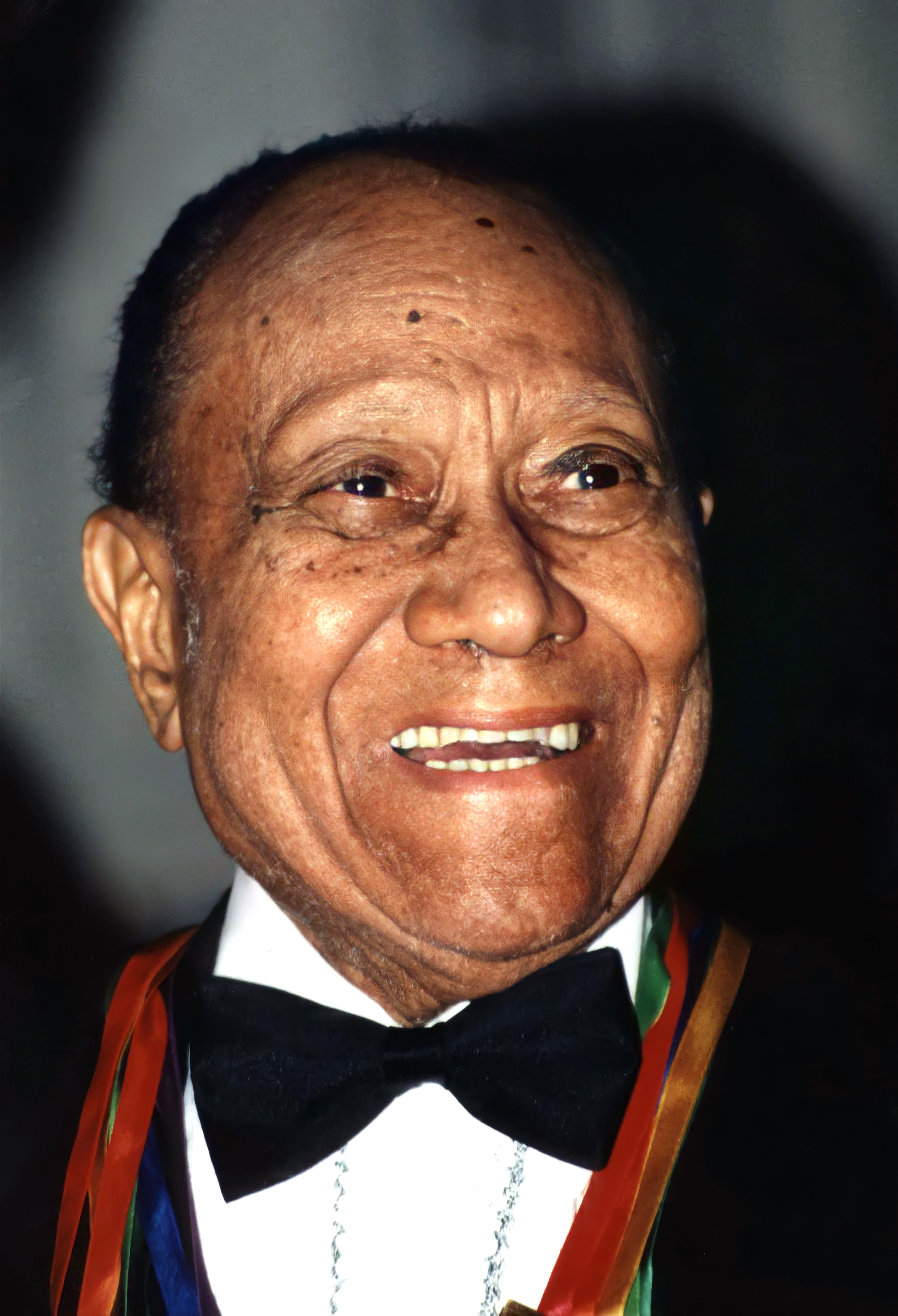
Fayard Nicholas au John F. Kennedy Center for the Performing Arts de Washington DC, en 2000.

Ils débutent leur longue carrière de cinéma à Hollywood, avec leur premier court-métrage musical Pie, Pie Blackbird (en) de 1932, puis Kid Millions de 1934 (premier long métrage), puis avec leur première comédie musicale Ziegfeld Follies de Broadway, de 1936. Ils s'installent à Hollywood en 1940, et se produisent avec un important succès, tout au long de leurs longues carrières, à la fois dans une cinquantaine de films musicaux, en concert, dans des clubs, dans des comédies musicales de Broadway, à la télévision, et en tournées mondiales en Amérique du Sud, en Europe et en Afrique.
Ils sont également professeurs à la master class de claquettes de l'université Harvard (dont ils sont docteurs honoris causa) et au Radcliffe College, avec parmi leurs élèves les plus célèbres Debbie Allen, Michael Jackson et Janet Jackson...

## Style
Ils sont considérés (en particulier par Fred Astaire) parmi les meilleurs danseurs de swing-jive flash dance (en) et claquettes acrobatique synchronisés de l'histoire du cinéma américain, avec en particulier Chattanooga Choo Choo de Glenn Miller, du film Tu seras mon mari (1941), ou Jumpin' Jive de Cab Calloway, du film Symphonie magique (1943)...

## Vie privée
Fayard s'est marié trois fois, avec Geraldine Pate (dont il a deux enfants, Tony et Paul Nicholas), Barbara January (dont il a un enfant), et Katherine Hopkins. Deux de ses petites filles ont fondé avec succès les Nicholas Sisters.
Harold s'est également marié trois fois, avec pour première épouse l'actrice-danseuse Dorothy Dandridge (de 1942 à 1951, dont il a une fille Harolyn Nicholas), sa seconde épouse (dont il a un fils Melih Nicholas), puis avec Rigmor Alfredsson Newman (Miss Suède).

## Filmographie
Les Nicholas Brothers ont tournés dans une cinquantaine de films, documentaires, clips, et courts métrages, dont :
- 1932 : Pie, Pie Blackbird (en) (court métrage)
- 1933 : The Emperor Jones (Harold Nicholas)
- 1933 : Syncopancy (court métrage) (Harold Nicholas)
- 1934 : Kid Millions
- 1935 : An All-Colored Vaudeville Show (en) (court métrage)
- 1935 : Symphonie burlesque
- 1935 : Coronado (en)
- 1936 : The Black Network (en) (court métrage)
- 1936 : My American Wife (film, 1936) (en)
- 1937 : Place au rythme
- 1937 : Calling All Stars (1937) (en)
- 1939 : My Son Is Guilty
- 1940 : Sous le ciel d'Argentine
- 1940 : Adieu Broadway
- 1941 : The Great American Broadcast (en)
- 1941 : Tu seras mon mari
- 1942 : Ce que femme veut
- 1943 : Symphonie magique (avec entre autres Jumpin' Jive de Cab Calloway)
- 1944 : Take It or Leave It (en)
- 1944 : Reckless Age (en) (Harold Nicholas)
- 1944 : Carolina Blues (Harold Nicholas)
- 1946 : Dixieland Jamboree (court métrage)
- 1948 : Le Pirate, avec Gene Kelly et Judy Garland
- 1948 : Pathe News Reel
- 1951 : Botta e Riposta
- 1953 : El Misterio del carro express
- 1953 : The Message of Death (en)
- 1955 : Music in the Blood (film, 1955) (en)
- 1956 : Bonjour Kathrin
- 1962 : L'Empire de la nuit (Harold Nicholas)
- 1970 : On n'achète pas le silence (Fayard Nicholas)
- 1974 : Uptown Saturday Night (en) (Harold Nicholas)
- 1974 : Il était une fois à Hollywood
- 1975 : T'as pas 100 balles ? (archive footage)
- 1976 : Disco 9000 (Harold Nicholas)
- 1985 : That's Dancing! (en)
- 1989 : Tap (Harold Nicholas)
- 1989 : That's Black Entertainment (en) (archive)
- 1991 : The Five Heartbeats (en) (Harold Nicholas)
- 1992 : Alright (chanson et clip de Janet Jackson)
- 1992 : The Nicholas Brothers: We Sing and We Dance (documentaire)
- 1995 : Les Drôles de Blackpool (Harold Nicholas)
- 2000 : I Used to be in Pictures
- 2001 : Night at the Golden Eagle (en) (Fayard Nicholas)
- 2003 : Broadway: The Golden Age, by the Legends Who Were There (en)
- 2005 : Hard Four

## Quelques distinctions
- Docteurs honoris causa de l'université Harvard
- 1978 : Black Filmmakers Hall of Fame (en)
- 1989 : Tony Award de la meilleure chorégraphie, pour la comédie musicale Black and Blue (musical) (en)
- 1991 : Kennedy Center Honors, pour l'ensemble de leur carrière.
- 1992 : The Nicholas Brothers: We Sing and We Dance, film documentaire sur leur carrière[14].
- 1994 : Étoile sur Hollywood Walk of Fame sur Hollywood Boulevard à Los Angeles.
- 1998 : American Dance Festival Award, pour l'ensemble de leur carrière.